# Ponědraž
Ponědraž (deutsch Poniedrasch, älter auch Ponjadrasch; Ponedrasch) ist eine Gemeinde in Tschechien. Sie liegt 22 Kilometer nordöstlich des Stadtzentrums von Budweis und gehört zum Okres Jindřichův Hradec.

## Geographie
Ponědrážka befindet linksseitig der Lainsitz am Goldenen Kanal auf dem Gebiet des UNESCO-Biosphärenreservates Třeboňsko zwischen der Lainsitz in der Ebene des Wittingauer Beckens. Umgeben wird der Ort von mehreren großen Fischteichen, im Süden liegt der Ponědražský rybník, im Westen der Záblatský rybník und im Nordwesten der Bošilecký rybník.
Nachbarorte sind Ponědrážka im Norden, Val und Vyšné im Nordosten, Frahelž im Osten, Klec im Südosten, Lomnice nad Lužnicí im Süden, Záblatí im Südwesten, Lhotský Dvůr im Westen sowie Lhota im Nordwesten.

## Geschichte

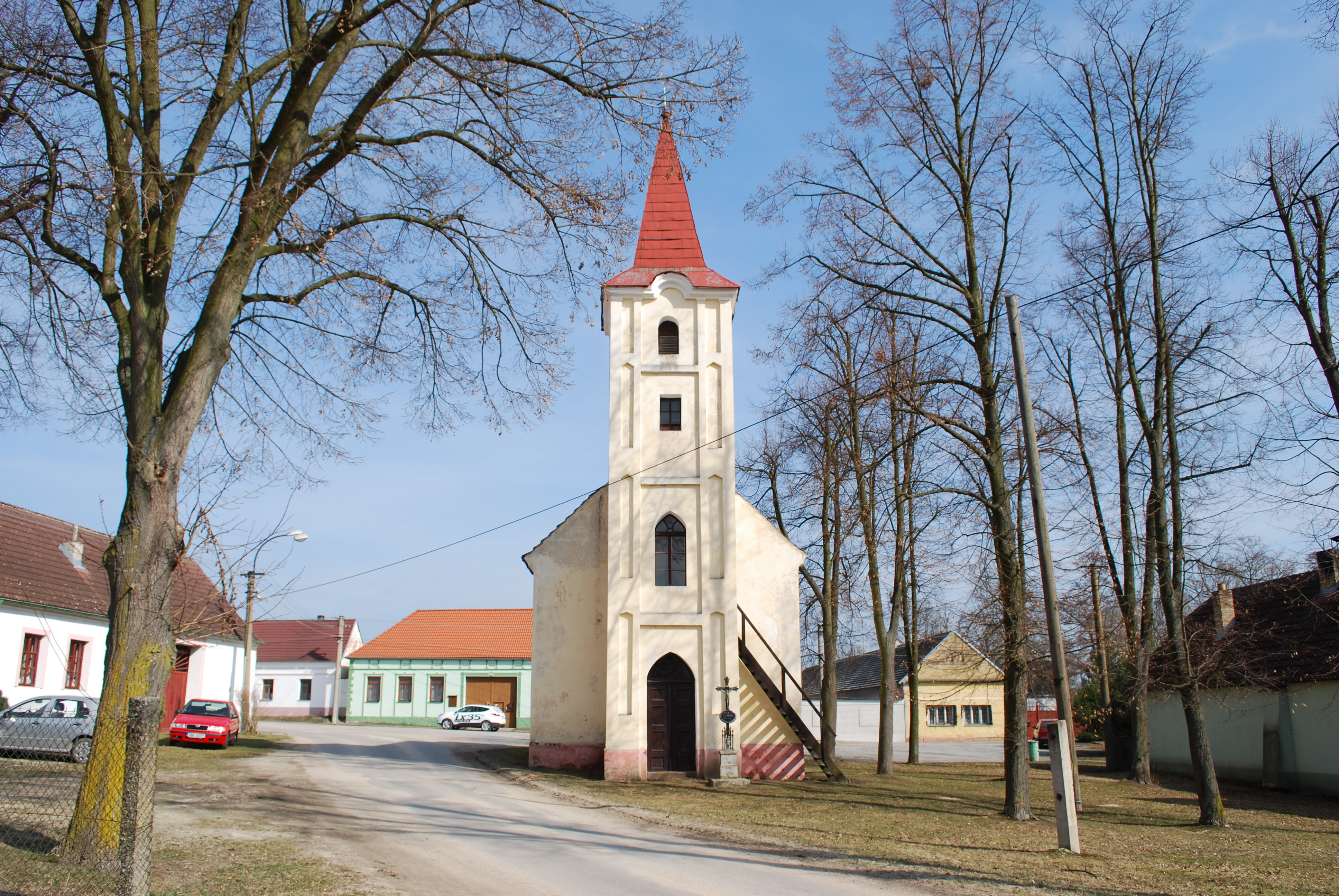

Erstmals urkundlich erwähnt wurde Ponědráž im Jahre 1259. Am 11. Juni 1261 wurde es von Wok von Rosenberg dem von ihm gegründeten Kloster Hohenfurth geschenkt.

## Gemeindegliederung
Für die Gemeinde Ponědraž sind keine Ortsteile ausgewiesen.

## Sehenswürdigkeiten
- Kapelle am Dorfplatz
- Gehöfte im böhmischen Bauernbarock